# Бгаскара II
Бгаскара, прийнято називати Бгаскара II, щоб відрізнити його від іншого індійського вченого Бгаскари I (1114–1185) — індійський математик і астроном XII століття. Очолював астрономічну обсерваторію в Удджайні.

## Життя і діяльність
Бгаскара написав трактат «Сіддганта-широмані» («Вінець навчання»), який складається з чотирьох частин: «Лілаваті» (присвячена арифметиці), «Біждаґаніта» (алгебра), «Ґоладгайя» (сферика), «Ґрангаґаніта» (теорії руху планет).
Бгаскара отримував від'ємні корені рівнянь, хоча й сумнівався у їхньому значенні. Йому належить один із найбільш ранніх проектів вічного двигуна.
Книга «Лілаваті» в країнах Азії була зразком підручника з техніки обчислень. В 1816 році вона була надрукована в Калькутті і з того часу неодноразово перевидавалась як підручник із математики.
Бгаскара в своєму вірші, який датується приблизно 1150 роком, описує певне колесо з прикріпленими навскоси по ободу довгими, вузькими посудинами, наполовину заповненими ртуттю. Принцип дії цього першого механічного «перпетуум мобіле» ґрунтувався на відмінності моментів сил тяжіння, створених рідиною, яка переливалась в посудинах, розміщених на окружності колеса.

## Твори
- Bhaskara II, Siddhanta-siromani, English transl. by B. Sastri and L. Wilkinson. Calcutta, 1861.